# (37989) 1998 HZ153
1998 HZ153 (asteroide 37989) é um asteroide da cintura principal. Possui uma excentricidade de 0.04729480 e uma inclinação de 8.66429º.
Este asteroide foi descoberto no dia 28 de abril de 1998 por Spacewatch em Kitt Peak.